# Eduard Foltýn
Eduard Foltýn (11. listopadu 1925 Brušperk – 21. dubna 1992 Frýdek-Místek) byl druhým primátorem města Ostravy.
Narodil se v dělnické rodině (jeho otec pracoval ve Vítkovických železárnách). Chodil na brušperskou obecnou a měšťanskou školu, poté se vyučil zedníkem. Jako dělník posléze vystřídal několik zaměstnavatelů.
Do KSČ vstoupil relativně pozdě, až v roce 1947. Přesto v kariérním žebříčku strany postupoval relativně rychle. V letech 1954–1957 vystudoval Vysokou politickou školu ÚV KSČ v Praze a v ústředním výboru strany působil i nadále. Od roku 1959 pracoval jako náměstek ministra stavebnictví.
Do Ostravy se vrátil v roce 1964 jako ředitel Pozemního stavitelství Ostrava. Roku 1965 byl jmenován členem Státní komise cenového úřadu a ministerstva stavebnictví. V roce 1967 získal na katedře národního hospodářství Vysoké školy politické v Praze titul RSDr. Během let 1968–1969 tvrdě hájil konzervativní názory ve straně.
V roce 1971 byl zvolen do Městského národního výboru v Ostravě a 17. prosince téhož roku se stal primátorem Ostravy. V této funkci vydržel tři funkční období po sobě. Jako odborník na stavebnictví se intenzivně zajímal o problematiku výstavby a rekonstrukce centra Ostravy. Podílel se na zpracování územního plánu města. V rámci stavebních úprav však došlo k necitlivým asanacím historických budov, jako starého krematoria, domů na Velké ulici či Masarykově náměstí apod. Naproti tomu byla zahájena výstavba celé řady zdravotnických zařízení a došlo k rozsáhlé obnově komunikační sítě města.
V roce 1986 odešel Eduard Foltýn do důchodu, který strávil v rodném Brušperku.